# مايكل نونان (كاتب أسترالي)
مايكل نونان (بالإنجليزية: Michael Noonan)‏ (1921 في نيوزيلندا - 2000، كوينزلاند في أستراليا)؛ روائي نيوزيلندي.